# فريد سوندرز
فريد سوندرز (بالإنجليزية: Fred Saunders)‏ مواليد 13 يونيو 1951 في كولومبوس، هو لاعب كرة سلة أمريكي سابق. بدأ مسيرته الاحترافية في سنة 1974. تم اختياره من قبل فريق فينيكس صنز خلال الدرافت. يبلغ طوله 6 قدم 7 بوصة (2.0 م). اعتزل اللعب في 1978. أحرز خلال مسيرته في الإن بي إيه 1107 نقطة بمعدل 5.3 نقاط في المباراة الواحدة.

## المسيرة الاحترافية
لعب مع فينيكس صنز من سنة 1974 إلى 1976، ثم لعب مع بوسطن سيلتكس من سنة 1976 إلى 1978، ثم لعب مع يوتا جاز في سنة 1978.

## روابط خارجية
- فريد سوندرز على موقع إن بي أي (الإنجليزية)
- فريد سوندرز على موقع سبورتس رفرنس (الإنجليزية)
- فريد سوندرز على موقع كلية كرة السلة في سبورتس رفرنس.كوم (الإنجليزية)
- فريد سوندرز على موقع ريلجم (الإنجليزية)
- فريد سوندرز على موقع بروبوليرز (الإنجليزية)